# Vadillo (Cáceres)

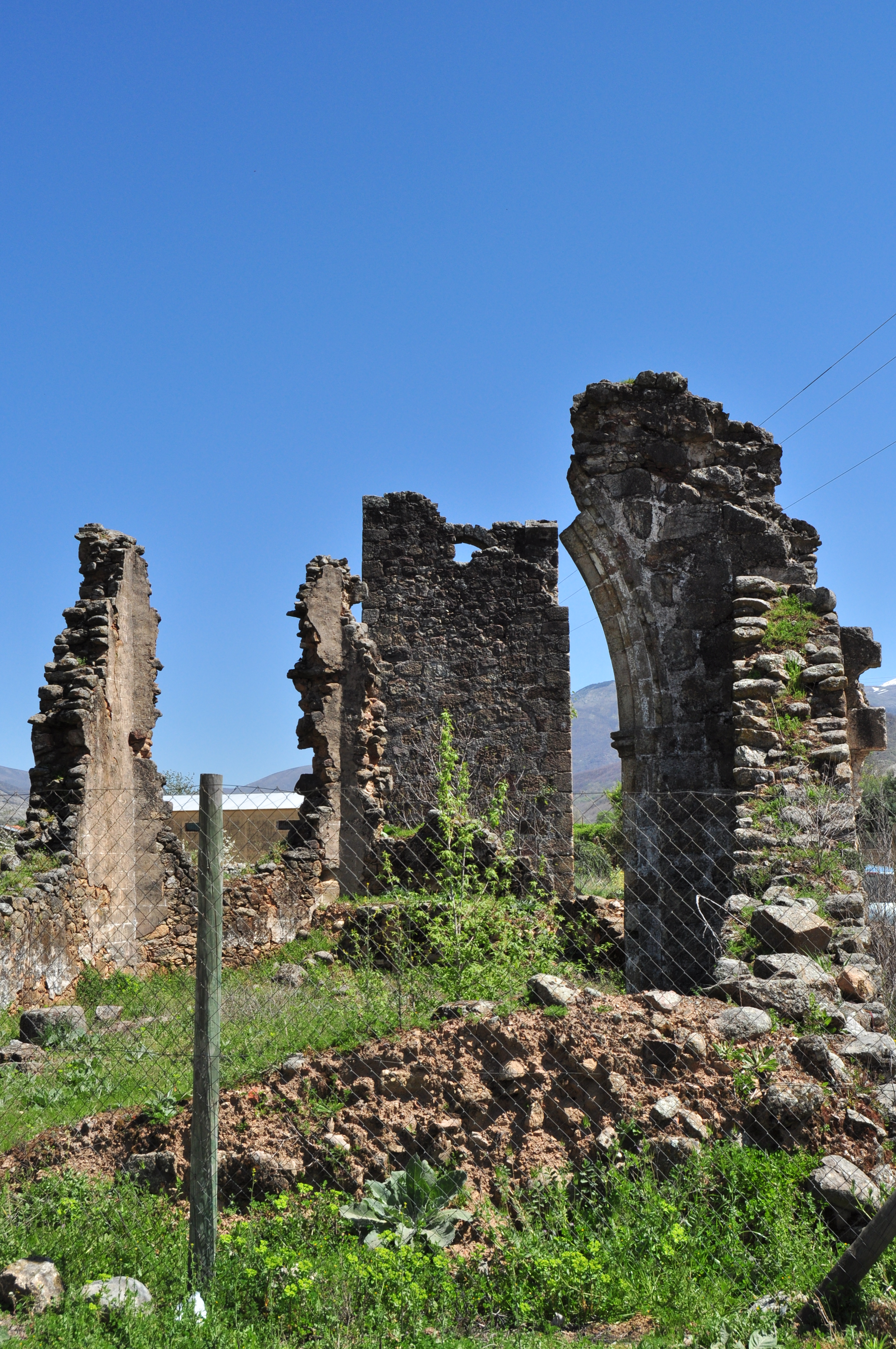
Ruinas de la iglesia de Vadillo

Vadillo es un barrio y antiguo despoblado español situado en el municipio de Cabezuela del Valle, en la provincia de Cáceres.

## Historia
Vadillo era un lugar que pertenecía a la antigua tierra de Plasencia en el valle del Jerte.
Su despoblación se produjo a partir de la Guerra Peninsular, pues en 1808 fue devastada por los franceses y quedó reducida a diez casas, quedando la localidad al borde del abandono. El hecho de que Vadillo era el lugar más palúdico del valle influyó para que no se reconstruyese debidamente tras su destrucción.
En 1834 se constituyó brevemente como municipio constitucional dentro del partido judicial de Plasencia. No obstante, el municipio de Vadillo tuvo una duración escasa, ya que en 1837 el pueblo fue abandonado por sus vecinos como consecuencia de la Primera Guerra Carlista.
A mediados del siglo XIX se había integrado en el municipio de Cabezuela y quedaban en él tres casas más la iglesia parroquial de Nuestra Señora del Vado.

### Estado actual
Las ruinas de la antigua iglesia de Vadillo se encuentran a 1 km del centro de Cabezuela. La iglesia de Nuestra Señora del Vado apenas conserva algunos restos de paredes. Sin embargo, a finales del siglo XX la localidad de Cabezuela del Valle se ha extendido a este lado del río Jerte y Vadillo se ha convertido en un barrio periférico del municipio.
En el barrio periférico que forman las ruinas de Vadillo y sus alrededores se encuentran la sede de la mancomunidad del valle del Jerte, la ermita de la Virgen de Peñas Albas, el IES Valle del Jerte y el campo de fútbol del municipio.